# There you are
『There you are』（ゼア・ユー・アー）は八神純子の19作目となるスタジオ・アルバム。2015年12月18日にハイレゾ、2016年1月13日にCD、2018年4月25日にはLPレコードがそれぞれリリースされた。

## 概要
帯コピー：″リメイクでもカバーでもない。今だから作れる、歌える曲がある。″
『Here I am 〜Head to Toe〜』以来、約2年半振りとなるオリジナル・アルバム。八神は本作のリリースにあたって、音作りからジャケット、ライナーノートの写真、商品の包装に至るまで、とことん拘って納得のいくところまでアルバムを作り上げたかったからという理由から自主レーベル ″Listen J″ を立ち上げた。
アレンジには、船山基紀、澤近泰輔、十川ともじ、元オフコースの鈴木康博、吉俣良らを迎え、演奏にはコンピューターをあまり使用せず、生のドラム、ストリングス、ブラスが多く使用されている。
M-6「翼があるなら」は中部国際空港 セントレア イメージソングに採用された。
2014年2月～3月にかけてNHK「みんなのうた」として放送されたシングル曲「チョコと私」は、塩谷哲のピアノ演奏による新たなアレンジが施され収録されている。
2018年4月25日には、1989年発売の『LOVE IS GOLD』以来実に29年ぶりとなるLPレコードが、2枚組・36ページの歌詞ブック付きという仕様でリリースされた。

## 収録曲

### CD
| 全作曲: 八神純子。 |                                    |                  |            |            |      |
| #                  | タイトル                           | 作詞             | 作曲・編曲 | 編曲       | 時間 |
| 1.                 | 「There you are」                  | KAZUKI・八神純子 | 八神純子   | 十川ともじ | 5:24 |
| 2.                 | 「歌が呼んでる」                   | KAZUKI           | 八神純子   | 十川ともじ | 5:06 |
| 3.                 | 「出発点 (スタートライン)」        | KAZUKI           | 八神純子   | 十川ともじ | 4:29 |
| 4.                 | 「Kissがいいの」                   | KAZUKI           | 八神純子   | 船山基紀   | 5:24 |
| 5.                 | 「1年と10秒の交換」                | KAZUKI           | 八神純子   | 澤近泰輔   | 5:53 |
| 6.                 | 「翼があるなら」                   | KAZUKI           | 八神純子   | 澤近泰輔   | 4:31 |
| 7.                 | 「月に書いたラブレター」           | KAZUKI・八神純子 | 八神純子   | 澤近泰輔   | 5:19 |
| 8.                 | 「濡れたテラス」                   | KAZUKI           | 八神純子   | 十川ともじ | 4:08 |
| 9.                 | 「I wanna be smiling」             | KAZUKI・八神純子 | 八神純子   | 澤近泰輔   | 3:42 |
| 10.                | 「夢中」                           | KAZUKI・八神純子 | 八神純子   | 十川ともじ | 4:47 |
| 11.                | 「世界で一番愛を伝えるX'mas song」 | KAZUKI           | 八神純子   | 吉俣良     | 3:50 |
| 12.                | 「生きるから」                     | KAZUKI           | 八神純子   | 鈴木康博   | 4:18 |
| 13.                | 「明日の風」                       | KAZUKI           | 八神純子   | 澤近泰輔   | 6:27 |
| 14.                | 「チョコと私」(Album Ver.)         | KAZUKI・八神純子 | 八神純子   | 塩谷哲     | 5:07 |

### LP
| #  | タイトル                    | 作詞 | 作曲・編曲 | 時間 |
| -- | --------------------------- | ---- | ---------- | ---- |
| 1. | 「There you are」           |      |            | 5:24 |
| 2. | 「歌が呼んでる」            |      |            | 5:06 |
| 3. | 「出発点 (スタートライン)」 |      |            | 4:29 |
| 4. | 「Kissがいいの」            |      |            | 5:24 |

| #  | タイトル                 | 作詞 | 作曲・編曲 | 時間 |
| -- | ------------------------ | ---- | ---------- | ---- |
| 1. | 「1年と10秒の交換」      |      |            | 5:53 |
| 2. | 「翼があるなら」         |      |            | 4:31 |
| 3. | 「月に書いたラブレター」 |      |            | 5:19 |

| #  | タイトル                           | 作詞 | 作曲・編曲 | 時間 |
| -- | ---------------------------------- | ---- | ---------- | ---- |
| 1. | 「濡れたテラス」                   |      |            | 4:08 |
| 2. | 「I wanna be smiling」             |      |            | 3:42 |
| 3. | 「夢中」                           |      |            | 4:47 |
| 4. | 「世界で一番愛を伝えるX'mas song」 |      |            | 3:50 |

| #  | タイトル                   | 作詞 | 作曲・編曲 | 時間 |
| -- | -------------------------- | ---- | ---------- | ---- |
| 1. | 「生きるから」             |      |            | 4:18 |
| 2. | 「明日の風」               |      |            | 6:27 |
| 3. | 「チョコと私」(Album Ver.) |      |            | 5:07 |